# Liste der Monuments historiques in Soultz-Haut-Rhin
Die Liste der Monuments historiques in Soultz-Haut-Rhin führt die Monuments historiques in der französischen Gemeinde Soultz-Haut-Rhin auf.

## Liste der Bauwerke
| Bezeichnung                       | Beschreibung | Standort                                        | Kennzeichnung | Schutzstatus | Datum | Bild           |
| --------------------------------- | --- | ----------------------------------------------- | ------------- | ------------ | ----- | -------------- |
| Motte Saint-Georges-d’Alschwiller | 1289 errichtet, im 15. Jahrhundert aufgegeben | südlich der Stadt (Lage)                        | PA00085752    | Inscrit      | 1989  |                |
| Burg Bucheneck                    | Anfang des 13. Jahrhunderts, Anfang des 13. Jahrhunderts errichtet, heute Museum | Rue Kageneck, place Bucheneck (Lage)            | PA00085679    | Inscrit      | 1984  | weitere Bilder |
| Kirche St-Maurice                 | Langhaus, Querhaus und Chor aus dem 14. Jahrhundert, Vierungsturm von 1491 | Place de l’Église (Lage)                        | PA00085681    | Classé       | 1920  | weitere Bilder |
| Gasthaus A la Couronne            | Massivbau, bezeichnet 1575 und 1576 | 59 rue Jean Jaurès (Lage)                       | PA00085682    | Inscrit      | 1931  | weitere Bilder |
| Maison sur la Hoelle              | Massivbau, 1575 als Winzerhaus erbaut, ab 1837 Schule der jüdischen Gemeinde | 7 rue des Bouchers (Lage)                       | PA00085677    | Inscrit      | 1988  | weitere Bilder |
| Schlachtfeld Hartmannswillerkopf  | Befestigungs- und Grabensystem des Ersten Weltkriegs mit Unterständen, Stollen und Schützengräben; auch auf dem Gebiet von Hartmannswiller, Uffholtz, Wattwiller und Wuenheim                   | südwestlich der Stadt (Lage)                    | PA00085678    | Classé       | 1921  | weitere Bilder |
| Statue des heiligen Mauritius     | Sandstein, 1700 | 63 rue du Maréchal de Lattre de Tassigny (Lage) | PA00085683    | Inscrit      | 1931  | weitere Bilder |
| Synagoge                          | Massivbau, 1835 bis 1838 errichtet | Rue de la Synagogue (Lage)                      | PA00085684    | Inscrit      | 1984  | weitere Bilder |
| Johanniterkommende                | Anfang des 13. Jahrhunderts gegründet, Kirche 1234 geweiht; erhaltene Bausubstanz hauptsächlich aus dem 16. und 18. Jahrhundert, mit älteren Bauteilen; Fundamente der mittelalterlichen Kirche | 12 rue Jean Jaurès (Lage)                       | PA00085680    | Inscrit      | 1983  | weitere Bilder |

## Liste der Objekte
| Bezeichnung                                        | Beschreibung                                                                      | Standort                         | Kennzeichnung | Schutzstatus | Datum     | Bild           |
| -------------------------------------------------- | --------------------------------------------------------------------------------- | -------------------------------- | ------------- | ------------ | --------- | -------------- |
| Kreuzreliquiar                                     | Holz, Kupfer, Silber und Bergkristall, zwischen 1828 und 1863                     | in der Kirche St-Maurice (Lage)  | PM68001165    | Inscrit      | 1985      |                |
| Kruzifix                                           | Prozessionskreuz; Holz, farbig gefasst und vergoldet, um 1800                     | in der Kirche St-Maurice (Lage)  | PM68001166    | Inscrit      | 1985      |                |
| Kruzifix                                           | Holz, farbig gefasst und vergoldet, um 1800                                       | in der Kirche St-Maurice (Lage)  | PM68000572    | Classé       | 1984      |                |
| Sakristeischrank                                   | Eichenholz, zweite Hälfte des 18. Jahrhunderts                                    | in der Kirche St-Maurice (Lage)  | PM68000574    | Classé       | 1984      |                |
| Skulptur Heiliger Mauritius                        | Prozessionsfigur; Holz, farbig gefasst und vergoldet                              | in der Kirche St-Maurice (Lage)  | PM68001169    | Inscrit      | 1985      |                |
| Kachelofen                                         | Fayence, um 1760                                                                  | in der Burg Bucheneck (Lage)     | PM68000568    | Classé       | 1983      |                |
| Reliquiar                                          | Silber, 17. Jahrhundert                                                           | in der Kirche St-Maurice (Lage)  | PM68000567    | Classé       | 1984      |                |
| Orgel                                              | Ensemble aus PM68000348 und PM68000517                                            | in der Kirche St-Maurice (Lage)  | PM68000943    | Classé       | 1977 1991 | weitere Bilder |
| Orgelprospekt und Emporenbrüstung                  | 1750 von Johann Andreas Silbermann gebaut                                         | in der Kirche St-Maurice (Lage)  | PM68000348    | Classé       | 1977      | weitere Bilder |
| Instrumentalteil der Orgel                         | 1750 von Johann Andreas Silbermann gebaut; von Joseph Callinet umgebaut           | in der Kirche St-Maurice (Lage)  | PM68000517    | Classé       | 1991      | weitere Bilder |
| Gemälde Rast auf der Flucht nach Ägypten           | Ölfarbe auf Leinwand, vor 1846 von Jean-François Boisselat                        | in der Kirche St-Maurice (Lage)  | PM68000569    | Classé       | 1984      |                |
| Opferstock                                         | Holz, Schmiedeeisen, 17. Jahrhundert                                              | in der Kirche St-Maurice (Lage)  | PM68000575    | Classé       | 1984      |                |
| Skulptur Maria Immaculata                          | Prozessionsfigur; Holz, farbig gefasst und vergoldet, Anfang des 19. Jahrhunderts | im katholischen Pfarrhaus (Lage) | PM68001168    | Inscrit      | 1985      |                |
| Flachrelief Der heilige Georg bekämpft den Drachen | Holz, farbig gefasst und vergoldet, um 1500                                       | in der Kirche St-Maurice (Lage)  | PM68000570    | Classé       | 1984      |                |
| Sechs Prozessionsstäbe und 53 Prozessionsleuchter  | Holz, bemalt, und Messing, 18. Jahrhundert                                        | in der Kirche St-Maurice (Lage)  | PM68001167    | Inscrit      | 1985      |                |
| Gemälde Befreiung des Petrus durch einen Engel     | Ölfarbe auf Leinwand, vergoldeter Holzrahmen, 1841 von Franz Wieschebrink         | in der Kirche St-Maurice (Lage)  | PM68001164    | Inscrit      | 1985      |                |
| Kreuzigungsgruppe                                  | Lindenholz, farbig gefasst, um 1700                                               | Place du 17 Novembre (Lage)      | PM68001170    | Inscrit      | 1985      |                |
| Skulptur Der gute Hirte                            | Prozessionsfigur; Holz, farbig gefasst und vergoldet, 19. Jahrhundert             | im katholischen Pfarrhaus (Lage) | PM68000566    | Classé       | 1984      |                |
| Skulptur Madonna mit Kind                          | Holz, farbig gefasst und vergoldet, um 1500                                       | in der Kirche St-Maurice (Lage)  | PM68000571    | Classé       | 1984      | weitere Bilder |
| Kanzel                                             | Holz, um 1600                                                                     | in der Kirche St-Maurice (Lage)  | PM68000573    | Classé       | 1984      | weitere Bilder |